# Coppa Italia 1988/1989
Pohárový ročník Coppa Italia 1988/89 byl 42. ročník italského poháru. Soutěž začala 21. srpna 1988 a skončila 28. června 1989. Zúčastnilo se jí celkem 48 klubů.
Obhájce z minulého ročníku byl klub UC Sampdoria.

## Vítěz
| Coppa Italia 1988/89 UC Sampdoria (3. titul) |